# José Serrato

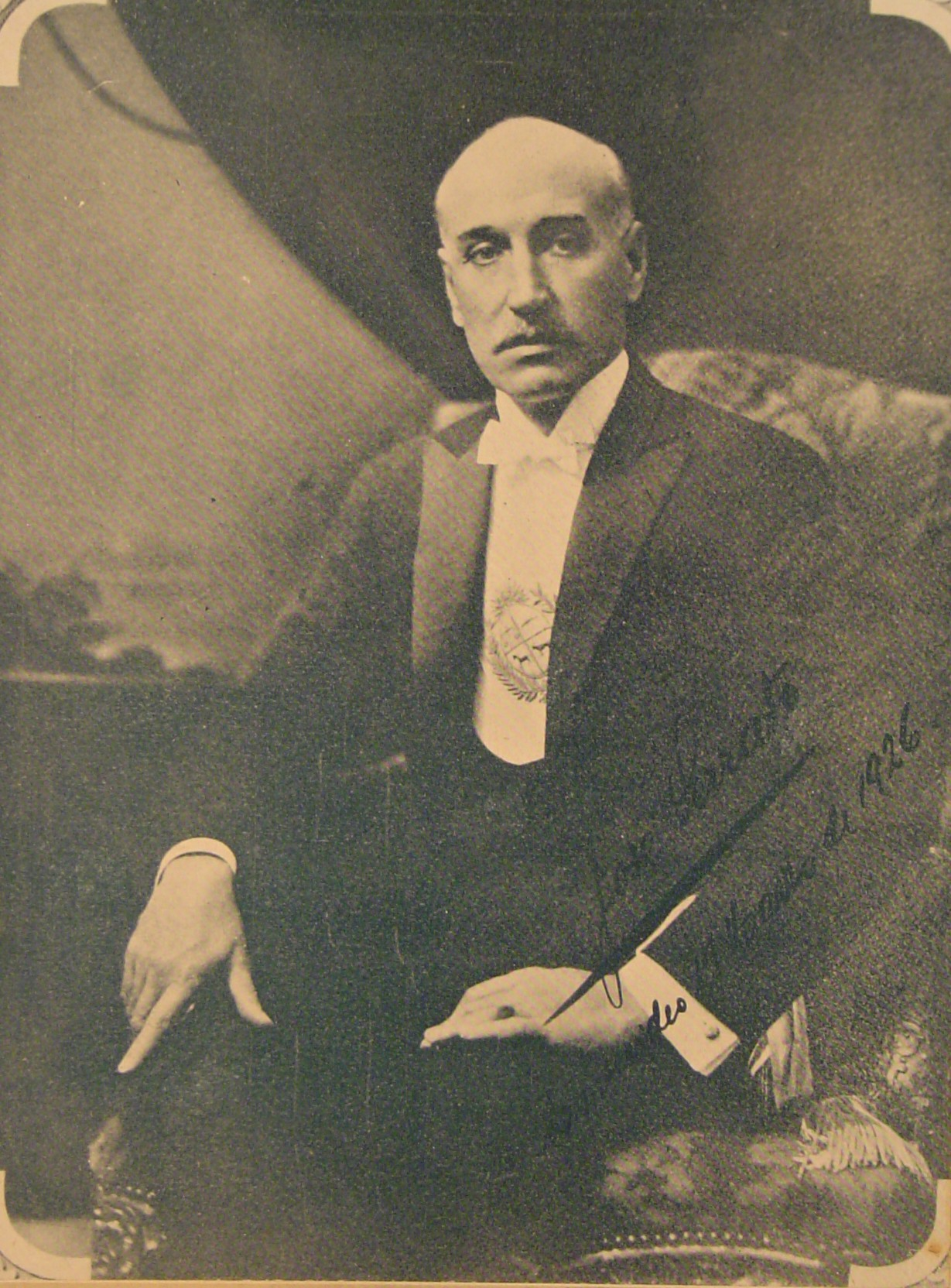
José Serrato (1926)

José Serrato Bergeróo (* 30. September 1868 in Montevideo; † 7. September 1960 ebenda) war ein uruguayischer Politiker, Ingenieur und Ökonom.

## Leben
Serrato, dessen Familie ursprünglich aus Giustenice in der italienischen Provinz Savona stammte, studierte bis 1892 Maschinenbau an der Universidad de la República. Sodann war er zunächst als Lehrer für Mathematik tätig.
Später hatte er ein Abgeordneten-Mandat inne und bekleidete die Ministerposten für Entwicklung (1913), Finanzen (1904–1906) und Inneres (1911). Von 1914 bis 1922 war Serrato Präsident der Banco Hipotecario del Uruguay.
Im Jahre 1923 wurde der der Partido Colorado angehörige Serrato dann vom 1. März 1923 bis 1. März 1927 zum Präsidenten von Uruguay gewählt.
Damit war er der erste Präsident seines Heimatlandes, der durch die im Rahmen der Verfassung von 1917 eingeführte allgemeine Wahl in sein Amt gelangte. In seine Amtszeit fiel unter anderem die Aushandlung eines Grenzvertrages mit Argentinien, die Gründung des Corte Electoral, die Einrichtung eines Renten- und Pensionsfonds sowie die Eröffnung des Palacio Legislativo. Sein Nachfolger im Amt des Präsidenten war Juan Campisteguy.
1942 gehörte er dem Consejo de Estado an, der für die Ausarbeitung der Verfassung von 1942 verantwortlich zeichnete.
Zwischen dem 1. März 1943 und dem 4. Oktober 1945 übernahm er zudem die Leitung des Außenministeriums.